# Semibetatropis nitobei
Semibetatropis nitobei är en insektsart som först beskrevs av Matsumura 1914.  Semibetatropis nitobei ingår i släktet Semibetatropis och familjen vedstritar. Inga underarter finns listade i Catalogue of Life.